# Gellen

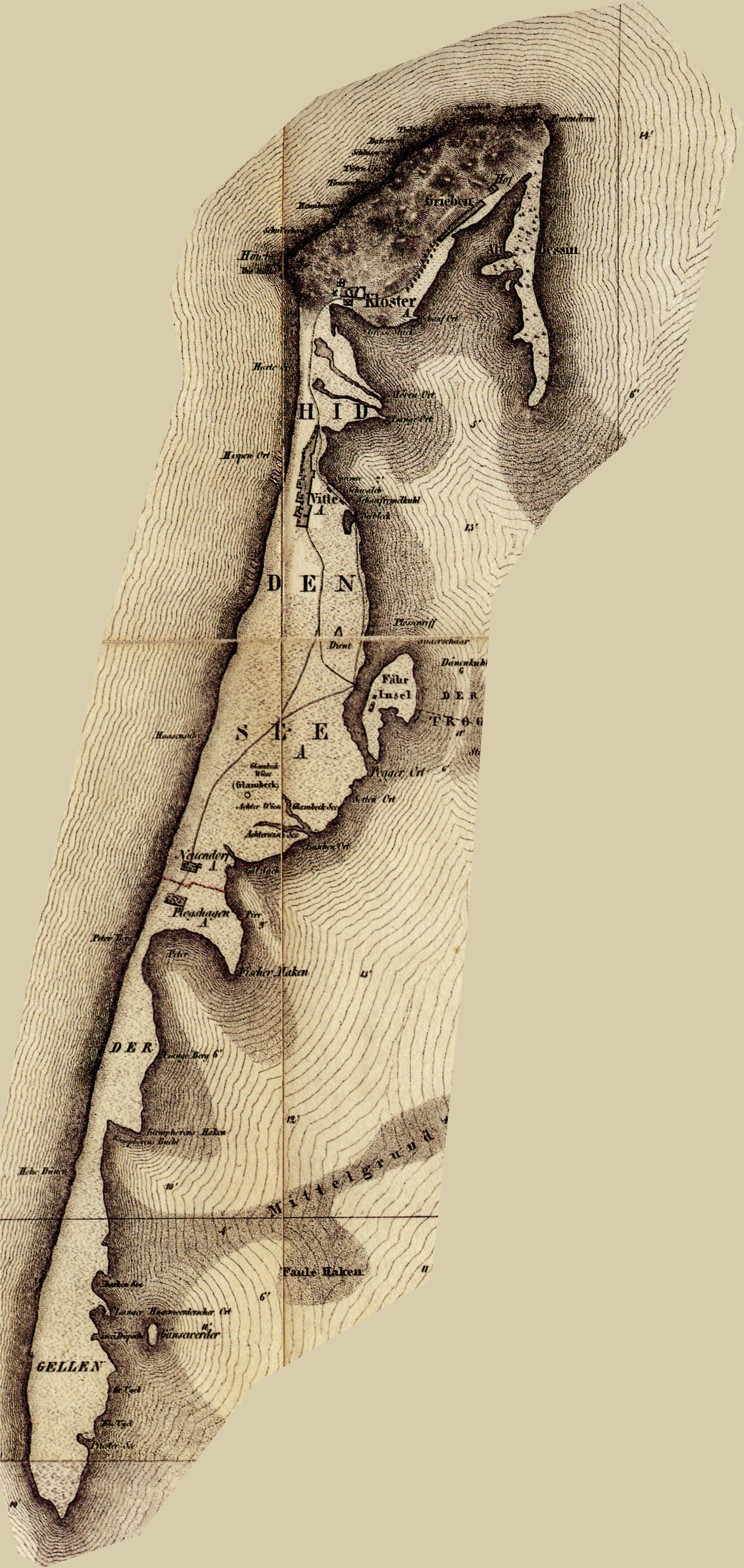
Półwsep Gellen na mapie Hiddensee z 1829 r.

Gellen – piaskowy półwysep na południowym krańcu wyspy Hiddensee. Zamknięty rezerwat ptaków, należy do strefy ochronnej parku narodowego "Vorpommersche Boddenlandschaft". Latarnia morska „Süderleuchtturm“. 

## Toponimia
Niemiecka nazwa Gellen jest zniekształceniem pierwotnej słowiańskiej nazwy jeleń.